# Томаш Шмид
Томаш Шмид (на английски: Tomáš Šmíd) е чешки тенисист.

## Биография
Томаш Шмид е роден на 20 май 1956 г. в Пилзен, Чехия. Започва да играе тенис на четиригодишна възраст. Първият му учител е баща му.
След като прекратява тенис кариерата си, той живее в Италия.

## Кариера
Томаш Шмид печели девет титли на сингъл през кариерата си. На двойки печели 54 титли и достига до световен номер 1 на двойки, от 17 декември 1984 г. до 11 август 1985 г. Най-високото му класиране на сингъл в ATP е световен номер 11, през юли 1984 г.
Томаш Шмид участва в 31 мача за Купа Дейвис за отбора на Чехословакия от 1977 до 1989 г. Записва рекорд от победи-загуби, 20–10 на двойки, и 22–15 на сингъл. Част е от отбора за Купа Дейвис през 1980 г., който печели трофея. На финала срещу Италия Шмид печели сингъл срещу Адриано Паната, след като губи два сета, и печели на двойки с партньор Иван Лендъл срещу Паната и Паоло Бертолучи.
Томаш Шмид е треньор на Борис Бекер в продължение на 14 месеца, от април 1991 г. до юни 1992 г., в този период Бекер достига финал на Уимбълдън през 1991 г. и си връща позицията на световен номер 1 за девет седмици.